# Cubla
Cubla – gmina w Hiszpanii, w prowincji Teruel, w Aragonii, o powierzchni 48,63 km². W 2014 roku gmina liczyła 55 mieszkańców.